# عیوب جوش
عیوب جوش به نقیصه‌ای گفته می‌شود که کارایی جوش را کاهش می‌دهد. این عیوب تنوع بسیاری دارند
مطلبق با انجمن مهندسین مکانیک آمریکا (ASME) علل ایجاد عیوب جوش را می‌توان به شرح ذیل تقسیم‌ بندی کرد:
در ضمن با توجه به مستهلک بودن تجهیزات  میتوان  نبود  دستگاهای استاندارد را یکی از دلایل دانست که  کمتر به ان  توجه میشود و  همیشه دنبال  عیوب دیگر هستیم که در ذیل  میبینیم
۴۵ درصد ضعف در اجرای پروسه
۳۲ درصد اشتباهات اپراتور
۱۲ درصد استفاده از روش و تکنیک اشتباه
۱۰ درصد قرار دهی نامناسب قطعات در کنار یکدیگر
۵ درصد شیار نامناسب جوش

## تردی هیدروژنی
فرایندی که طی ان فلزی مانند استیل به دلیل نفوذ هیدروژن به داخل آن ترد و شکننده می‌گردد را تردی هیدروژنی می‌نامند.

## تنش پسماند
ترک‌ها

## ترک ناشی از قوس
این نوع ترک زمانی ایجاد می‌گردد که قوس تشکیل گردیده اما نقطه مورد نظر جوش داده نمی‌شود در اتفاق زمانی می‌افتد که نقطه تا بالاتر از دمای بحرانی گرم شده و سپس به‌طور ناگهانی سرد می‌گردد این موضوع باعث ایجاد فاز مارتنزیت می‌گردد که ترد بوده و احتمال به وجود آمدن ترک‌های میکرونی را بالا می‌برد با توجه به این که قوس الکتریکی معمولاً در داخل شیار جوش تشکیل می‌گردد احتمال به وجود آمدن این نوع ترک کم است اما اگر این اتفاق خارج از شیار جوش بیفتد باید پهنای جوش را تا ان نقطقه افزایش داد یا با استفاده از مشعل گاز اکسی استیلن پیشگرم ایجاد کرد و سپس اجازه داد تا به‌طور آهسته سرد گردد.

## ترک سرد
تنش پسماند می‌تواند باعث کاهش مقاومت فلز پایه گردد به نوحی که شکست خارج از انتظار به وسیله ترک سرد صورت پذیرد. ترک سرد به استیل‌ها محدود می‌گردد که همراه با تشکیل فاز مارتنزیت در زمان سرد شدن جوش می‌باشد. این نوع درک در منطقهٔ متأثر از دما (HAZ) رخ می‌دهد. به منظور جلوگیری از دفرمگی و ایجاد تنش پسماند باید حرارت ورودی به منطقهٔ جوش محدود بوده و جوش به‌طور یک مرتبه از یک سر تا انتها انجام نشده بلکه به‌طور تکه‌تکه صورت پذیرد.
ترک سرد زمانی اتفاق می‌افتد که تمام پیش شرط‌های ذیل وجود داشته باشند:
ساختار میکروسکوپی آسیب‌پذیر (فاز مارتنزیت)
وجود هیدروژن در ریز ساختار (تردی هیدروژنی)
قید و بند زیاد
حذف هر یک از شرایط بالا باعث از بین رفتن این نوع ترک می‌گردد.

## ترک حفره‌ای
ترک حفره‌ای زمانی اتفاق می‌افتد که قوس پیش از پر شدن حفره قطع گردد در نتیجه این موضوع سطح خارجی حفره سریعتر از سطح داخلی آن سرد می‌گردد که ایسن موضوع باعث ایجاد تنش لازم برای به وجود آمدن ترک می‌گردد.

## ترک گرم
ترک گرم که به ترک انجماد نیز معروف است در تمامی فلزات و در منطقهٔ ذوب جوش اتفاق می‌افتد به منظور جلوگیری از به وجود آمدن این نوع ترک باید قیود اضافه رو حذف و از فیلر مناسب استفاده نمود. از دیگر دلایل ایجاد این نوع ترک می‌توان جریان الکتریکی زیاد، طراحی نامناسب جوش به نحوی گه گرمتا به خوبی دفع نمی‌گردد، ناخالصی مانند سلفور و فسفر، پیش گرم، سرعت خیلی زیاد، و ارک طولانی می‌باشد.

## ترک عرضی
ترک‌های عرضی عمود بر مسیر جوش می‌باشند. این نوع ترک عموماً در نتیجه ایجاد تنش‌های طولی ناشی از shrinkage در فلز با قابلیت DUCTILITY پایین به وجود می‌آیند.

## دفرمگی
تمامی روش‌های جوشکاری که در بر مبنای ذوب فلزات پایه در محل اتصال می‌باشند با دفرمگی و ایجاد تنش پسماند در محل رو به رو هستند دفرمگی از آن جهت که باعث به وجود آمدن تغییر شکل در شکل نهایی می‌گردد مشکلات فراوانی را به وجود می‌آورد به منظور کاهش میزان بعضی از انواع دفرمگی‌ها، قطعات را در ابتدا با یک اختلاف از وضعیت اصلی قرار می دند تا پس از به وجود آمدن دفرمگی به وضعیت اصلی بازگردد.

## برش صفحه‌ای
برش صفحه‌ای نوعی نقص جوش محسوب می‌گردد که در ورق‌های استیل رول شده و در نتیجهٔ نیروی شیرنکیج عمود بر صفحات جوش به وجود می‌آید
Undercut

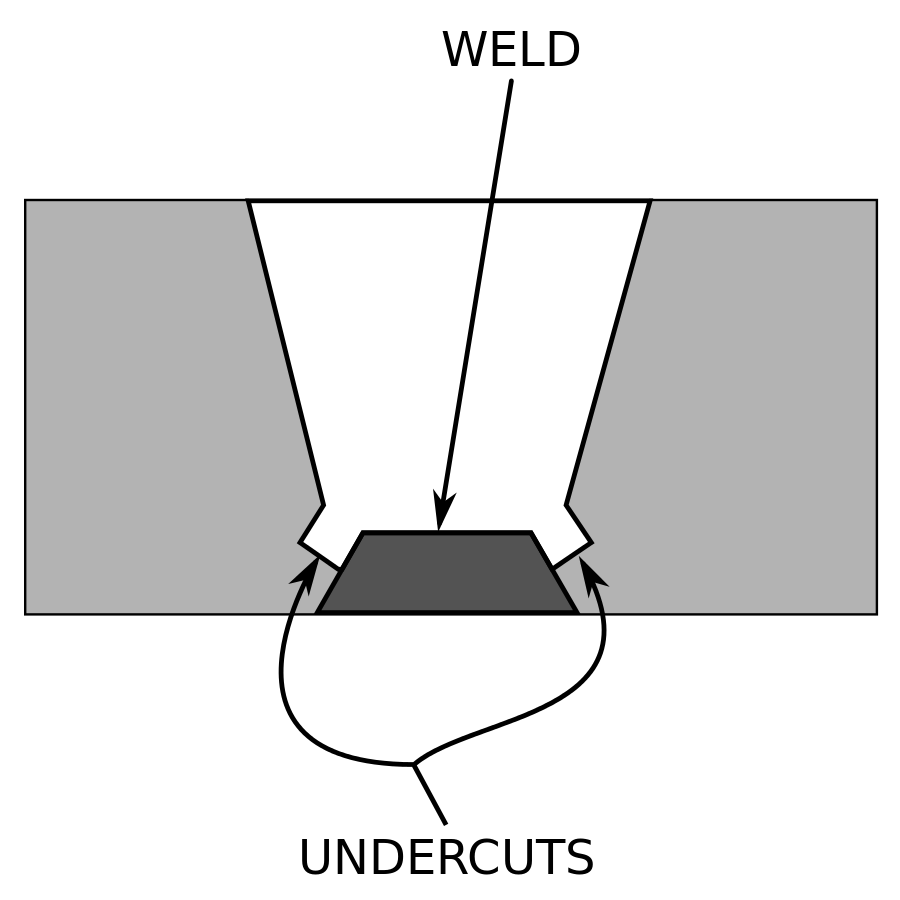
UNDERCUT

زمانی رخ می‌دهد که جوش ضخامت سطح مقطع فلز پایه رو کاهش دهد که در نتیجهٔ آن استحکام کاهش می‌یابد، یکی از دلایل این نوع از ایراد در جوش سطح بالای جریان مورد استفاده می‌باشد. دلیل ذیگر استفاده از تکنیک نامناسب جوشکاری بوده که در نتیجه آن فیلر جوش به‌طور مناسب وارد لبه جوش نمی‌شود و دیلی سوم استفاده از فیلر نامانسب می‌باشد که باعث ایجاد گرادیان دمایی زیاد ما بین بین مرکز جوش و لبه‌ها می‌گردد.
سرعت پایین جوش، زاویه الکترود کم و غیره از دیگر دلایل می‌باشند.

## ورود گاز
ورود گاز به داخل جوش عیبی با انواع مختلف می‌باشد. مانند مک و تخلخل. عیب مورد اشاره ناشی از به دام افتادن گاز در حین انجمارد می‌باشد. تشکیل حباب‌های هوا در نتیجهٔ یکی از دلایل ذیل می‌باشد:
وجود سلفور زیاد در داخل فلز پایه یا الکترود
رطوبت زیاد فلز پایه یا الکترود
طول قوس کوتاه یا انتخاب نامناسب جریان و قطبیت نامناسب قطعه کار و الکترود